# District de Saint-Maximin
Le district de Saint-Maximin est une ancienne division territoriale française du département du Var de 1790 à 1795.
Il était composé des cantons de Saint Maximin, Bras, Pourrieres, Rians, Riboux, Saint Martin et Tourvés.